# 迪弗尔
迪弗尔（荷蘭語：Duffel，荷蘭語發音：[ˈdʏfəl] ⓘ）是比利时弗拉芒大區安特衛普省梅赫倫區的一个市镇，通行荷蘭語，是弗拉芒社群的一部分，面积22.71平方千米，人口17,664人（2020年1月1日）。